# Slag bij Amelia Springs
De Slag bij Amelia Springs was een schermutseling die deel uitmaakt van de Appomattox-veldtocht tijdens de Amerikaanse Burgeroorlog.
Op 5 april 1865 viel de Zuidelijke cavalerie onder leiding van generaal-majoor Thomas L. Rosser en generaal-majoor Fitzhugh Lee een Noordelijke cavaleriedivisie aan onder leiding van generaal-majoor George Crook. Crook was op de terugweg van een raid op Painesville. Het gevecht startte net ten noorden van Amelia Springs. Het was een onbesliste strijd.

## Bron
- National Park Service - Amelia Springs